# 최인기
최인기(崔仁基, 1944년 3월 18일 ~ , 전남 나주)는 대한민국의 정치인이다. 광주광역시장과 전남도지사, 내무부 차관을 거쳐 김영삼 정부 때 농림수산부 장관을, 김대중 정부 때는 행정자치부 장관을 역임한 민주당 국회의원이다.

## 학력
- 1956년: 나주국민학교 졸업
- 1959년: 광주서중학교 졸업
- 1962년: 경기고등학교 졸업
- 1966년: 서울대학교 법과대학 행정학 학사
- 1981년: 국방대학교 대학원 석사
- 1996년: 명지대학교 대학원 행정학과 명예박사

## 경력
- 1966.08: 제4회 고등고시 행정과 수석 합격
- 1973 ~ 1975: 내무부 지방행정과장, 재정과장
- 1979 ~ 1981: 내무부 새마을담당관, 자연보호담당관
- 1981.07 ~ 1981.12: 전라북도 부지사
- 1982.12 ~ 1983.12: 충청남도 부지사
- 1984.03 ~ 1986.08: 전두환 대통령비서실 사정담당비서관
- 1986.09 ~ 1988.05: 내무부 차관 보좌관
- 1988.05 ~ 1990.06: 제2대 광주직할시장
- 1990.06 ~ 1991.02: 제25대 전라남도지사
- 1991.02 ~ 1993.03: 제45대 내무부 차관
- 1993.03 ~ 1993.12: 제46대 내무부 차관
- 1994.04 ~ 1995.12: 제46대 농림수산부 장관
- 1996.12 ~ 1998.02: 제2대 여수수산대학교 총장
- 1998.03 ~ 2000.01: 여수대학교 총장
- 2000.01 ~ 2001.03: 제3대 행정자치부 장관
- 2001.05 ~ 2002.04: 대불대학교 총장
- 2003.01 ~ 2003.11: 제7대 호남대학교 총장
- 2012.10: 세한대학교 명예총장
- 2014: 장애인먼저실천 전남 운동본부 본부장

## 의정 활동
- 제17,18대 민주당 국회의원(전남 나주시 화순군)
- 국회 행정자치위원회 위원
- 국회 건설교통위원회 위원
- 국회 운영위원회 위원
- 국회 정치개혁특별위원회 위원
- 국회 행정자치연구회장
- 통합민주당 정책위원회 의장
- 민주당 원내대표
- 통합민주당 정책위원회 의장, 최고위원
- 국회 행정안전위원회 위원
- 한일위원연맹 의원
- 제18대 국회 후반기 농림수산식품위원회 위원장

## 상훈
- 1994년: 황조근정훈장
- 1996년: 청조근정훈장

## 가족 사항
- 부인과 슬하의 1남 3녀

## 역대 선거 결과
|  | 34.59% |

|  | 42.05% |

|  | 74.15% |

|  | 43.88% |

## 소속 정당
| 소속 정당 | 소속 정당      | 소속 기간 | 비고           |
| --------- | -------------- | --------- | -------------- |
|           | 민주자유당     | 1991~1995 | 정계 입문      |
|           | 신한국당       | 1995~1997 | 당명 변경      |
|           | 한나라당       | 1997~2000 | 합당           |
|           | 무소속         | 2000~2005 | 탈당           |
|           | 민주당         | 2005~2007 | 입당           |
|           | 중도통합민주당 | 2007      | 합당           |
|           | 민주당         | 2007~2008 | 당명 변경      |
|           | 통합민주당     | 2008      | 합당           |
|           | 민주당         | 2008~2011 | 당명 변경      |
|           | 민주통합당     | 2011~2012 | 합당           |
|           | 무소속         | 2012~2014 | 탈당           |
|           | 새정치민주연합 | 2014      | 복당           |
|           | 무소속         | 2014~현재 | 탈당 정계 은퇴 |

## 같이 보기
- 전라남도지사
- 광주광역시장
- 대한민국의 행정안전부 차관
- 대한민국의 농림축산식품부 장관
- 대한민국의 행정안전부 장관
- 나주시·화순군
- 나주시의 국회의원
- 화순군의 국회의원